# Flora Tabanelli
Flora Tabanelli (* 20. November 2007 in Bologna) ist eine italienische Freestyle-Skierin. Sie startet hauptsächlich im Slopestyle und im Big Air.

## Karriere
Tabanelli gab ihr internationales Wettkampfdebüt am 30. November 2022 im Skigebiet Glacier 3000 bei einem FIS-Wettkampf im Slopestyle. Ihr erstes internationales Großereignis bestritt sie etwas mehr als ein Jahr später im August 2023 bei den Juniorenweltmeisterschaften in Cardrona, wobei sie die Goldmedaille im Big Air gewinnen konnte. Im Slopestyle belegte sie hinter der Deutschen Muriel Mohr den zweiten Platz.
Am 19. Oktober 2023 gab Tabanelli in Chur ihr Weltcupdebüt, wobei sie mit Platz 6 sich auf Anhieb in den Top 10 klassieren konnte. Ihren ersten Podestplatz erreichte sie zwei Monate später am 2. Dezember 2023 in Peking.
2024 nahm sie an den Olympischen Jugend-Winterspielen in Gangwon teil. Dort gewann sie die Goldmedaille sowohl im Slopestyle, als auch im Big Air. Bei den Juniorenweltmeisterschaften des gleichen Jahres in Livigno bzw. Mottolino konnte sie ihren Titel im Big Air aus dem Vorjahr verteidigen. Die Weltcupwertung im Big Air der Saison 2023/24 beendete sie hinter Mathilde Gremaud und Tess Ledeux auf dem dritten Platz.
Am 10. Januar 2025 gewann Tabanelli am Kreischberg ihren ersten Wettkampf im Weltcup. Bei den Weltmeisterschaften im Engadin gewann sie die Goldmedaille im Big Air. Im Slopestyle verpasste sie als Vierte nur knapp eine weitere Medaille, auf die drittplatzierte Kanadierin Megan Oldham fehlten ihr nur etwas mehr als vier Punkte.
Zum Abschluss des Winters gewann Tabanelli erstmals die Park&Pipe-Wertung sowie die Big Air Wertung des Weltcups.

## Privates
Ihr Bruder Miro ist ebenfalls als Freestyle-Skier aktiv.

## Erfolge

### Weltmeisterschaften
- Engadin 2025: 1. Big Air, 4. Slopestyle

### Weltcup
- Saison 2023/24: 3. Big Air-Weltcup, 5. Park&Pipe-Weltcup
- 9 Podestplätze, davon 3 Siege

| Datum            | Ort                    | Land       | Disziplin  |
| ---------------- | ---------------------- | ---------- | ---------- |
| 10. Januar 2025  | Kreischberg            | Österreich | Big Air    |
| 22. Februar 2025 | Stoneham-et-Tewkesbury | Kanada     | Slopestyle |
| 13. März 2025    | Tignes                 | Frankreich | Big Air    |

### Juniorenweltmeisterschaften
- Cardrona 2023: 1. Big Air, 2. Slopestyle
- Livigno/Mottolino 2024: 1. Big Air, 5. Slopestyle

### Europacup
- 5 Podestplätze, davon 3 Siege

| Datum          | Ort               | Land    | Disziplin  |
| -------------- | ----------------- | ------- | ---------- |
| 20. März 2023  | Livigno-Mottolino | Italien | Slopestyle |
| 14. April 2023 | Piz Corvatsch     | Schweiz | Slopestyle |
| 17. April 2023 | Piz Corvatsch     | Schweiz | Big Air    |

### Australian New Zealand Cup
- Ein Sieg

| Datum             | Ort      | Land       | Disziplin  |
| ----------------- | -------- | ---------- | ---------- |
| 5. September 2024 | Cardrona | Neuseeland | Slopestyle |

### Olympische Jugend-Winterspiele
- Gangwon 2024: 1. Slopestyle, 1. Big Air